# Präsidentschaftswahl auf den Malediven 2023
Die Präsidentschaftswahl auf den Malediven 2023 fand am 9. September (1. Wahlgang) und 30. September (Stichwahl) statt.

## Ergebnis
| Kandidaten                                           | Kandidaten                                      | Parteien                   | 1. Wahlgang | 1. Wahlgang | 2. Wahlgang | 2. Wahlgang |
| Kandidaten                                           | Kandidaten                                      | Parteien                   | Stimmen     | %           | Stimmen     | %           |
| ---------------------------------------------------- | ----------------------------------------------- | -------------------------- | ----------- | ----------- | ----------- | ----------- |
|                                                      | Mohamed Muizzu – Vize: Hussain Mohamed Latheef  | People’s National Congress | 101.635     | 46,1        | 129.159     | 54,0        |
|                                                      | Ibrahim Mohamed Solih – Vize: Mohamed Aslam     | Maldivian Democratic Party | 86.161      | 39,0        | 109.868     | 46,0        |
|                                                      | Ilyas Labeeb – Vize: Hussain Amr                | The Democrats              | 15.839      | 7,2         |             |             |
|                                                      | Umar Naseer – Vize: Maaz Saleem                 | unabhängig                 | 6.343       | 2,9         |             |             |
|                                                      | Qasim Ibrahim – Vize: Ameen Ibrahim             | Jumhooree Party            | 5.460       | 2,5         |             |             |
|                                                      | Ahmed Faris Maumoon – Vize: Abdul Sattar Yoosuf | unabhängig                 | 2.979       | 1,4         |             |             |
|                                                      | Mohamed Nazim – Vize: Ahmed Adheel Naseer       | Maldives National Party    | 1.907       | 0,9         |             |             |
|                                                      | Hassan Zameel – Vize: Mariyam Aleem             | unabhängig                 | 327         | 0,1         |             |             |
| Gesamt                                               | Gesamt                                          | Gesamt                     | 220.651     | 100         | 239.027     | 100         |
|                                                      |                                                 |                            |             |             |             |             |
| Ungültige Stimmen                                    | Ungültige Stimmen                               | Ungültige Stimmen          | 4.835       | 2,1         | 7.888       | 3,2         |
| Wähler                                               | Wähler                                          | Wähler                     | 225.486     | 79,8        | 246.915     | 87,3        |
| Wahlberechtigte                                      | Wahlberechtigte                                 | Wahlberechtigte            | 282.395     |             | 282.804     |             |
|                                                      |                                                 |                            |             |             |             |             |
| Quellen: Gazette Maldives: 1. Wahlgang – 2. Wahlgang |                                                 |                            |             |             |             |             |